# Douadic
Douadic – miejscowość i gmina we Francji, w Regionie Centralnym, w departamencie Indre.
Według danych na rok 1990 gminę zamieszkiwało 486 osób, a gęstość zaludnienia wynosiła 11 osób/km² (wśród 1842 gmin Centre, Douadic plasuje się na 691. miejscu pod względem liczby ludności, natomiast pod względem powierzchni na miejscu 130.).